# Kristen Adams
Kristen Adams (...) è un'ex sciatrice alpina italiana.

## Biografia
Slalomista pura, la Adams agli Europei juniores di Madonna di Campiglio 1980 vinse la medaglia d'argento e in quella stessa stagione 1979-1980 conquistò la medaglia di bronzo ai Campionati italiani; non prese parte a rassegne olimpiche né ottenne piazzamenti in Coppa del Mondo o ai Campionati mondiali.

## Palmarès

### Europei juniores
- 1 medaglia[1]:
  - 1 argento (slalom speciale a Madonna di Campiglio 1980)

### Campionati italiani
- 1 medaglia[3]:
  - 1 bronzo (slalom speciale nel 1980)